# Большой Шалтан
Большой Шалтан — водопад на северо-востоке Республики Алтай в Турочакском районе. Расположен на территории Алтайского государственного заповедника в 12 км от устья реки Камга на её небольшом притоке Большой Шалтан. Высота прямого падения водной струи — около 8 метров, а с учётом каскада около 20 метров. Водопад является крупнейшим в прителецком бассейне.
Добраться до водопада можно на катере или лодке по Телецкому озеру до устья реки Камги, далее пешей тропой до водопада. Камгинский залив является заповедной зоной особого покоя, его посещение возможно только с разрешения администрации заповедника. Автомобильных дорог в районе водопада нет. Долина Камги и Большого Шалтана весьма узкая, а окружающие горы имеют высоты до 1500 метров. Окрестности водопада покрыты лесами, основу которых составляют кедр и пихта.
Водопад Большой Шалтан является достаточно известной природной достопримечательностью в окрестностях Телецкого озера. Рядом с ним проходит несколько туристических маршрутов.